# La Chapelle-d'Aunainville
La Chapelle-d'Aunainville é uma comuna francesa na região administrativa do Centro, no departamento Eure-et-Loir. Estende-se por uma área de 7,52 km². Em 2010 a comuna tinha 269 habitantes (densidade: 35,8 hab./km²).